# Wurfbainia mollis
Wurfbainia mollis là một loài thực vật có hoa trong họ Gừng. Loài này được Carl Ernst Otto Kuntze liệt kê trong chi Cardamomum dưới danh pháp Cardamomum molle năm 1891 nhưng không cung cấp mô tả khoa học. Năm 1920, Henry Nicholas Ridley đưa ra mô tả khoa học đầu tiên cho loài và dưới danh pháp Amomum molle. Năm 2018, Jana Leong-Škorničková & Axel Dalberg Poulsen phục hồi chi Wurfbainia và xếp nó trong chi này.

## Phân bố
Plants of the World Online cho rằng loài này có trong khu vực từ Thái Lan đến bán đảo Mã Lai.